# 大内町立下川大内中学校
大内町立下川大内中学校（おおうちちょうりつ しもかわおおうちちゅうがっこう）は、秋田県由利郡大内町（現：由利本荘市）にあった公立中学校。通称は下中（しもちゅう）。

## 概要
1947年（昭和22年）4月に開校し、1984年（昭和59年）3月に閉校した。

## 沿革
- 1947年（昭和22年）
  - 2月18日 - 村役場において学務委員会を開き、新学制実施準備委員会を設立[2]。
  - 4月1日 - 学制改革により、「下川大内村立下川大内中学校」として下川大内小学校に併設する形で開校[2]。
  - 5月1日 - 開校式を開催[2]。
  - 6月20日 - 小学校付設の5教室が完成し、竣工式ならびに開校記念祝賀会を開催[2]。
  - 10月 - 及位出身藤原武美の原作による図案を校章として制定[2]。
- 1948年（昭和23年）
  - 1月24日 - 週5日授業制へ移行（1951年3月まで）[2]。
  - 7月7日 - 下川大内村学校父兄会を、下川大内村学校PTAに改組[2]。
- 1950年（昭和25年）
  - 5月 - 県教育委員会より、職業家庭科の標準校に指定[2]。
  - 5月17日 - 下川大内中学校PTAとして独立発足[2]。
  - 10月15日 - 全国唱歌ラジオコンクール由利郡予選において、成績優良につき表彰される[2]。
- 1951年（昭和26年）
  - 3月31日 - 学校林造成の成績優良につき、県知事より表彰される[2]。
  - 8月6日 - 小関川流域に大洪水が起こり、被害甚大にして各方面より義捐を受ける[2]。
  - 9月18日 - 全郡中学校由利郡上球技大会において男子800mリレー、女子砲丸投、高跳で優勝[2]。
- 1952年（昭和27年）
  - 6月21日 - 校舎1期工事が完了し、独立校舎へ移転[2]。
  - 12月5日 - 気象観測の成績優良につき、県知事より表彰される[2]。
- 1953年（昭和28年）12月7日 - 校舎新第二期工事施工式を開催[2]。
- 1954年（昭和29年）7月10日 - 郡市中学校郡上競技大会において男子800mリレー、3年男子100m走で優勝[2]。
- 1956年（昭和31年）9月30日 - 町村合併により、「大内村立下川大内中学校」に改称[2]。
- 1957年（昭和32年）
  - 2月9日 - 水道を整備[2]。
  - 5月20日 - 県教育委員会より2か月計画の健康教育研究校に指定[2]。
  - 11月27日 - 創立十週年記念式ならびに祝賀会を開催。 記念として生徒作品展、青年会、婦人会の展示会や、校舎中庭に記念校庭を設置。5月1日を開校記念日に制定[2]。
- 1958年（昭和33年）
  - 3月15日 - 卒業生より校旗の寄付（二万五千円）を受け、授与式を開催[2]。
  - 7月27日 - 郡市中学校競技大会において総合4位に入賞。女子400mリレーで優勝[2]。
  - 完全給食を開始[3]。
- 1959年（昭和34年）
  - 4月 - 給食室を設置[2]。
  - 5月11日 - 由利高校主催都市中学校女子400mリレーにて優勝[2]。
- 1961年（昭和36年）
  - 6月 - 田植農繁休業を廃止[2]。
  - 8月4日 - 上浜にて3日間海浜学校を開設（110人参加）[2]。
- 1963年（昭和38年）
  - 11月11日 - 技術科室を設置[2]。
  - 12月20日 - 校歌を制定[2]。
- 1964年（昭和39年）
  - 10月3日 - 音楽室を設置[2]。
  - 12月15日 - 校服を制定[2]。
- 1965年（昭和40年）3月20日 - ステージが完成[2]。
- 1966年（昭和41年）12月6日 - 創立20周年記念事業として、中庭とグランドを整備[2]。
- 1967年（昭和42年）6月21日 - 創立20周年記念式典を開催[2]。
- 1968年（昭和43年）
  - 3月 - 吹奏楽部を設立[2]。
  - 7月7日 - 郡市少年柔道大会にて優勝[2]。
- 1969年（昭和44年）11月3日 - 郡市柔道大会新人戦にて団体優勝[2]。
- 1970年（昭和45年）
  - 4月1日 - 町制施行により、「大内町立下川大内中学校」に改称。
  - 4月29日 - 春季郡市中学校柔道大会にて優勝[2]。
- 1971年（昭和46年）
  - 5月24日 - 男子生徒の頭髪丸刈りを実施[2]。
  - 7月3日 - 郡市総体野球にて初優勝[2]。
  - 8月1日 - 全県少年野球大会に初出場[2]。
- 1974年（昭和49年）2月 - 豪雪で雪積が175センチメートルとなったことを受け、特別予算で校舎の危険防止対策を実施[2]。
- 1977年（昭和52年）
  - 6月19日 - 全県中学校ソフトボール大会にて初優勝[2]。
  - 10月29日 - 創立30周年記念式典を開催[2]。
- 1978年（昭和53年）
  - 6月27日 - 火災が発生し、管理棟を焼失。焼失面積は1,037平方メートル[2][4]。
  - 7月24日 - 郡市陸上競技大会200m走にて3位に入賞[2]。
  - 9月7日 - プレハブ校舎へ移転[2][5]。
- 1979年（昭和54年）
  - 6月12日 - 郡市陸上競技大会800m走にて大会新記録を樹立し、優勝[2]。
  - 7月23日 - 全県中学校陸上競技大会800m走にて2位に入賞[2]。
- 1980年（昭和55年）8月 - 保呂羽山宿泊訓練を導入[2]。
- 1982年（昭和57年）12月4日 - 人権モデル地区事業指名校として、秋田地方法務局秋田県人権擁護委員連合会より感謝状を受領[2]。
- 1983年（昭和58年）
  - 2月4日 - 読書感想文全国コンクール中学校第1類で優良賞を受賞[2]。
  - 7月27日 - 総合大内中学校建築地鎮祭を開催[2]。
- 1984年（昭和59年）
  - 3月18日 - 閉校式を開催[2]。
  - 3月31日 - 大内中学校への統合により、閉校[2]。

## 生徒・学級数
開校時から閉校時までの生徒数と学級数の推移。1948年度、1950年度から1954年度、1956年度から1961年度、1977年度以外を掲載。
開校後から1950年代にかけては順調に増加してゆき、1962年度に431人でピークを迎えた。ピークとなった1962年度から64年度は、戦後のベビーブーム期に生まれた者（いわゆる団塊の世代）が在籍していたころで、また町内では最も生徒数が多かった。その後1965年度から減少に転じ、翌1966年度に400人、1970年度に300人、1974年度には200人を割った。1960年代後半から1970年代前半にかけては著しく減少しており、1学級分に値する年も見られた。その後も増加に転じることはなく、126人を最後に閉校した。
| 年度               | 生徒数 | 増減 | 学級数 | 増減 | 出典          |
| ------------------ | ------ | ---- | ------ | ---- | ------------- |
| 1947（昭和22）年度 | 260    |      | 6      |      | [ 2 ]         |
| 1949（昭和24）年度 | 404    | 144  | 9      | 3    | [ 7 ]         |
| 1955（昭和30）年度 | 418    | 14   | 9      | 0    | [ 8 ]         |
| 1962（昭和37）年度 | 431    | 13   | 10     | 1    | [ 9 ]         |
| 1963（昭和38）年度 | 431    | 0    | 10     | 0    | [ 10 ]        |
| 1964（昭和39）年度 | 431    | 0    | 10     | 0    | [ 11 ]        |
| 1965（昭和40）年度 | 417    | －14 | 10     | 0    | [ 6 ]         |
| 1966（昭和41）年度 | 392    | －25 | 9      | －1  | [ 12 ]        |
| 1967（昭和42）年度 | 377    | －15 | 9      | 0    | [ 13 ]        |
| 1968（昭和43）年度 | 348    | －29 | 9      | 0    | [ 14 ]        |
| 1969（昭和44）年度 | 312    | －36 | 9      | 0    | [ 15 ]        |
| 1970（昭和45）年度 | 275    | －37 | 8      | －1  | [ 6 ]         |
| 1971（昭和46）年度 | 273    | －2  | 8      | 0    | [ 16 ]        |
| 1972（昭和46）年度 | 248    |      | 7      | －1  | [ 17 ]        |
| 1973（昭和48）年度 | 228    | －20 | 7      | 0    | [ 18 ]        |
| 1974（昭和49）年度 | 187    | －41 | 6      | －1  | [ 19 ]        |
| 1975（昭和50）年度 | 185    | －2  | 6      | 0    | [ 6 ]         |
| 1976（昭和51）年度 | 179    | －6  | 6      | 0    | [ 20 ]        |
| 1977（昭和52）年度 | 174    | －5  | 6      | 0    | [ 21 ]        |
| 1978（昭和53）年度 | 156    | －23 | 6      | 0    | [ 22 ] [ 23 ] |
| 1979（昭和54）年度 | 134    | －22 | 6      | 0    | [ 24 ] [ 25 ] |
| 1980（昭和55）年度 | 124    | －10 | 5      | -1   | [ 6 ]         |
| 1981（昭和56）年度 | 123    | －1  | 4      | -1   | [ 26 ] [ 27 ] |
| 1982（昭和57）年度 | 129    | 6    | 5      | 1    | [ 28 ] [ 29 ] |
| 1983（昭和58）年度 | 126    | －3  | 5      | 0    | [ 1 ] [ 30 ]  |

## 周辺
- 由利本荘警察署大内東駐在所
- 大内総合支所下川大内出張所・下川大内地区館
- 下川大内保育園